# Tuffi ai campionati europei di nuoto 2008 - Piattaforma 10 metri femminile
Il concorso della piattaforma 10 metri femminile si è svolto il 21 marzo 2008 al Pieter van den Hoogenband Zwemstadion di Eindhoven, nei Paesi Bassi e vi hanno partecipato 21 atlete.

## Programma
| Data          | Ora (UTC+1) | Turno       |
| ------------- | ----------- | ----------- |
| 21 marzo 2008 | 12:00       | Preliminari |
| 24 marzo 2008 | 21:00       | Finale      |

## Medaglie
| Posizione | Atleta           | Paese   |
| --------- | ---------------- | ------- |
| Oro       | Tania Cagnotto   | Italia  |
| Argento   | Julija Prokopčuk | Ucraina |
| Bronzo    | Elina Eggers     | Svezia  |

## Risultati
In verde sono indicati i finalisti
| Oro     | Tania Cagnotto                  | Italia        | 320,05 | 2  | 355,35          | 1               |                 |                 |                 |
| Argento | Julija Prokopčuk                | Ucraina       | 334,40 | 1  | 328,35          | 2               |                 |                 |                 |
| Bronzo  | Elina Eggers                    | Svezia        | 307,85 | 6  | 319,65          | 3               |                 |                 |                 |
| 4       | Olga Vintonyak                  | Russia        | 308,70 | 5  | 317,20          | 4               |                 |                 |                 |
| 5       | Valentina Marocchi              | Italia        | 279,80 | 9  | 316,10          | 5               |                 |                 |                 |
| 6       | Annett Gamm                     | Germania      | 296,95 | 7  | 311,85          | 6               |                 |                 |                 |
| 7       | Anja Richter                    | Austria       | 314,20 | 3  | 301,30          | 7               |                 |                 |                 |
| 8       | Ramona Ciobanu                  | Romania       | 280,10 | 8  | 273,80          | 8               |                 |                 |                 |
| 9       | Melinda Matyas                  | Ungheria      | 274,35 | 11 | 269,20          | 9               |                 |                 |                 |
| 10      | Claire Febvay                   | Francia       | 310,85 | 4  | 245,85          | 10              |                 |                 |                 |
| 11      | Evtykhia Pappa-Papavasilopoulou | Grecia        | 274,70 | 10 | 245,30          | 11              |                 |                 |                 |
| 12      | Audrey Labeau                   | Francia       | 271,30 | 12 | 228,55          | 12              |                 |                 |                 |
| 13      | Stacie Powell                   | Gran Bretagna | 269,30 | 13 | Non qualificate | Non qualificate | Non qualificate | Non qualificate | Non qualificate |
| 14      | Brooke Graddon                  | Gran Bretagna | 261,95 | 14 | Non qualificate | Non qualificate | Non qualificate | Non qualificate | Non qualificate |
| 15      | Christin Steuer                 | Germania      | 245,05 | 15 | Non qualificate | Non qualificate | Non qualificate | Non qualificate | Non qualificate |
| 16      | Tatiana Perunina                | Russia        | 240,95 | 16 | Non qualificate | Non qualificate | Non qualificate | Non qualificate | Non qualificate |
| 17      | Corina Popovici                 | Romania       | 225,60 | 17 | Non qualificate | Non qualificate | Non qualificate | Non qualificate | Non qualificate |
| 18      | Karina Silva                    | Spagna        | 218,05 | 18 | Non qualificate | Non qualificate | Non qualificate | Non qualificate | Non qualificate |
| 19      | Sinylle Eckert                  | Svizzera      | 208,45 | 19 | Non qualificate | Non qualificate | Non qualificate | Non qualificate | Non qualificate |
| 20      | Iris Janssen                    | Paesi Bassi   | 201,60 | 20 | Non qualificate | Non qualificate | Non qualificate | Non qualificate | Non qualificate |
| 21      | Milica Stjepanovic              | Serbia        | 166,80 | 21 | Non qualificate | Non qualificate | Non qualificate | Non qualificate | Non qualificate |